# Gyula Káté
Gyula Káté (Budapest, 3 febbraio 1982) è un pugile ungherese, della categoria Superleggeri e Leggeri.
Ha vinto la medaglia di bronzo ai campionati mondiali del 2009 a Milano.